# Ștefan cel Mare (Vaslui)
Ștefan cel Mare es una comuna ubicada en el distrito de Vaslui, Rumania.

## Superficie
Posee una superficie de 48,96 kilómetros cuadrados.

## Demografía
Hasta 2021 la población era de 2999 habitantes, con una densidad de población de 61,25 habitantes por kilómetro cuadrado.